# Sanne van Paassen
Sanne van Paassen, född den 27 oktober 1988 i byn Vlierden  i Deurne, är en nederländsk tidigare crosscyklist vars främsta merit är totalsegern i UCI World Cup säsongen 2010/2011. Hon blev även tvåa i denna världscup 2012/2013 och trea 2009/2010. Därtill kommer två andraplatser vid europamästerskapen (2010 och 2012). Hösten 2013 drabbades hon av en besvärlig benskada som höll henne borta från cykling hela den följande säsongen. Hon återkom 2014/2015, men nådde ej sin tidigare nivå och efter ytterligare en säsong avslutade hon karriären.
Efter karriären har van Paassen, som har en examen i affärs- och konsumentvetenskap från Wageningen University & Research, arbetat som mental och fysisk tränare/coach för unga professionella idrottare (och även för personer utanför idrotten).

## Meriter – cykelcross
Nederländska mästerskap och världsmästerskap avhålls i januari–februari. Europamästerskap körs på hösten (november). UCI World Cup, Superprestige och Cyclo-cross Trophee är serier av deltävlingar som går över cykelcrossens vintersäsong och infördes för damer 2002/2003, 2015/2016 respektive 2007/2008. Från 2004/2005 till 2007/2008 utsågs dock ingen sammanlagd vinnare av World Cup. UCI:s världsranking infördes 2008/2009 för damer och i tabellen anges van Paassens placering vid säsongsslutet i mars.
| SäsongTävling             | 2005 2006 | 2006 2007 | 2007 2008 | 2008 2009 | 2009 2010 | 2010 2011 | 2011 2012 | 2012 2013 | 2013 2014 | 2014 2015 | 2015 2016 |
| ------------------------- | --------- | --------- | --------- | --------- | --------- | --------- | --------- | --------- | --------- | --------- | --------- |
| Världsmästerskapen        | –         | –         | 15        | 4         | 9         | 6         | 4         | 5         | –         | 17        | 10        |
| Europamästerskapen        | –         | 29        | 11        | 11        | 6         |           | 6         |           | –         | 7         | –         |
| Nederländska mästerskapen | 17        | 9         | 5         | 4         |           |           | 4         |           | –         | 4         | 5         |
| UCI World Cup             | X         | X         | X         | 8         |           |           | 7         |           | –         | 15        | 11        |
| Superprestige             | X         | X         | X         | X         | X         | X         | X         | X         | X         | X         | 6         |
| Trofee veldrijden         | X         | X         | 9         | 5         | 5         | 4         | 5         | 15        | –         | 12        | 29        |
| UCI:s världsranking       | X         | X         | X         | 6         | 4         | 2         | 6         | 3         | –         | 18        | 14        |

X = Ej införd

## Meriter – landsväg
| 2006 4:a i individuellt tempolopp vid Nederländska juniormästerskapen 8:a i linjelopp vid Nederländska juniormästerskapen 2012 5:a i linjelopp vid Nederländska mästerskapen | 2013 2:a i Gent–Wevelgem 3:a i Grand Prix de Dottignies 9:a i Energiewacht Tour |

## Meriter – mountainbike
| 2009 6:a i cross country (XCO) vid Nederländska mästerskapen | 2011 2:a i cross country (XCO) vid Nederländska mästerskapen |